# ヴォーロサンプ・ゲダーム
ヴォーロサンプ・"ヴォーロ"・ゲダーム（Volothamp "Volo" Geddarm）は、ファンタジー・ロールプレイングゲーム（RPG）『ダンジョンズ&ドラゴンズ（D&D）』のキャンペーン・セッティング「フォーゴトン・レルム（レルム）」に登場する架空のキャラクター。

## 創作
ヴォーロの初登場は『en:''Forgotten Realms Adventures''』（1990）である。ヴォーロはTSRのゲームデザイナーであったジェフ・グラブが、レルムの生みの親であるエド・グリーンウッドと共同で創作した。
ヴォーロの視点を通して、グリーンウッドは詳細なレルムの伝承書『Volo's Guide』シリーズを執筆した。『ヴォーロのウォーターディープ見聞録』（1993）、『en:Volo's Guide to the North』（1993）、『en:Volo's Guide to the Sword Coast』（1994）、『en:Volo's Guide to Cormyr』（1995）、『en:Volo's Guide to the Dalelands』（1996）、『en:Volo's Guide to All Things Magical』（1996）、『en:Volo's Guide to Baldur's Gate II』（2000）、『ヴォーロのモンスター見聞録』（2016）である。『Designers & Dragons』の著者であるシャノン・アペルクラインは、「グリーンウッドがこれらの本を書くのを楽しんでいたのは、"信頼できない語り手"を使うことができたからでもある」とし、「グリーンウッドはそのおかげで、読者自身のキャンペーンと矛盾することを気にすることなく、細部を作り上げることができた」と述べている。彼女はまた、「ヴォーロが自分の書いたものでいつもトラブルに巻き込まれるというアイディアは、すべてのガイドに通じる長年のジョークである」とも述べている。

## 描写
ヴォーロは好奇心旺盛な旅の学者で、二流のウィザードでもあった。常に物事を暴こうとするヴォーロは、秘密にしておきたい事も多いエルミンスターと度々対立した。実際、彼が "最初の"ガイドである 『Volo's Guide to All Things Magical』を作ったことが、他のガイドを作る"道"を開くきっかけとなった。エルミンスターに関しては、ヴォーロが出版した全てのガイドを編集しているのはエルミンスターであり、各ガイドブックに多数の脚注があることからも明らかである。『Guide to All Things Magical』の制作中に、ヴォーロは危うく死ぬところだった。
「ヴォーロ」については、 「マーカス・ヴォーロ」（通称マルコ、本名マーカス・ワンズ、ウォーターディープのワンズ家の者）と混同してはならない。トラブルメーカーのバードであったワンズは、強力なウィザードからアーティファクトを盗み、本物の"ヴォーロ"というはるかに悪名高いスケープゴートに罪を着せた後、"ヴォーロサンプ"の名で呼ばれるようになった。狂気の魔道士とその軍勢に追われ、父に雇われた冒険者たちに守られていたマルコは、フィナーレで本領を発揮する。アーティファクトに眠っていたのは、マルコの家族と共にトリルにやってきた異世界の神であったのだ。当時「The Sunstaffs」と呼ばれていた彼らは、代々、神を封印し続ける宿命を背負っていた。マルコは、冒険者達や本物のヴォーロサンプ、そしてティア、スーニー、コアロン・ラレシアンといった神格の助けも借りて、自らの運命に目覚める。
ヴォーロはまた、『Once Around the Realms』や『The Mage in the Iron Mask』で語られるように、彼自身の冒険を描いた作品もいくつかある。

## 反応
D&Dの歴史家であるマイケル・ウィットワーとカイル・ニューマンは、"偉大なるヴォーロ・ゲッダーム"を"D&Dで最も有名"で"最も愛されている"キャラクターの一人と見做している。イギリスの雑誌『Arcane』に寄稿しているトレントン・ウェッブは、ヴォーロのことを「魔法の力を得たマジェンタ・デヴァインのようなもの」と考えていた 。
同じく『Arcane』誌に寄稿しているポール・ペッテンゲールは、彼を「AD&Dの有名な冒険者で、フェイルーンの冒険者を助けるために、レルムの地域ガイドを数多く書いている。彼は誰もが耳にしたことのあるキャラクターの一人であり、ほとんどのダンジョンマスター（DM）が、自分のキャンペーンに導入したいと思ったことがあるに違いない」と評している。『Giochi Per Il Mio Computer』誌のクラウディオ・キアネーゼは、このキャラクターを「レルムの最も多面的で楽しい人物」と評した。「失われた地の探検家、作家、女たらし、そして懲りないトラブルの探求者」と評している。批評家はRPGにおけるヴォーロの役割を、彼の"あまり信頼できない見解"と、"真面目なエルミンスターのそれ"を対比させ、ゲームに「コメディを加える」ことだと考えている。
『Paste』誌のキャメロン・カンゼルマンは、ヴォーロを 「酔っ払ったケン・ジェニングス 」のような人物で、「動物園の全ての動物の名前を言えることを本当に気にしていて、一人で世界中にミシュランの星を与えた人物 」だと評した。カンゼルマンは、ヴォーロが信頼できない語り手として機械的に使われることを強調した。「ヴォーロがキャラクターとして素晴らしいのは、レルムのデザイナーがDMに一定の境界線を与えるための装置だからだ。ヴォーロにガイドを書かせるということは、彼が間違っている可能性があるということだ。デザインの観点から言えば、ヴォーロはDMに必ずしも従わなくていい道具箱を与える手段なのだ。ヴォーロが何を考え、何を書こうとも、それは的外れの可能性がある。昼間しか酒場を見なかったのかもしれない。手を抜いたのかもしれない。世界設計を、虚飾を好み世界を旅するキャラクターの主観の中に入れ子にすることで、多くの問題を解決し、DMという仕事を少しだけ楽しくできる。」

## その他メディア
ヴォーロはコンピュータゲーム『Baldur's Gate（『BG1』）』（1998）と『Baldur's Gate II: Throne of Bhaal（『ToB』）』（2001）に少しだけ登場し、各ゲームの冒頭近くの酒場に現れる。『ToB』では、彼はゲーム内の出来事を記録した小説を執筆中であり、ゲームの中で主人公の仲間をどのように描写するつもりなのか、プレイヤーに伝える。『BG1』と『Baldur's Gate II』のマニュアルには、ヴォーロ（とエルミンスター）が書いたと思われる注釈がある。ヴォーロは『Baldur's Gate III』にも登場する。
また、『Neverwinter Nights 2: Storm of Zehir』（2008）でも主要キャラクターとなる。ナレーターを務め、プロット自体にも大きく関わっている。彼は、プレイヤーパーティをゲームが開始する船に招待する役割を担っている。オープニングとエンディングのシークエンスは、このゲーム自体が彼の著書の一つであることを暗示するような演出となっている。
ヴォーロはマジック:ザ・ギャザリングのカードとして、他のD&Dを象徴するクリーチャー、ヒーロー、悪役等と共に登場している。